# Friedrich Wilhelm (Schleswig-Holstein-Sonderburg-Glücksburg)

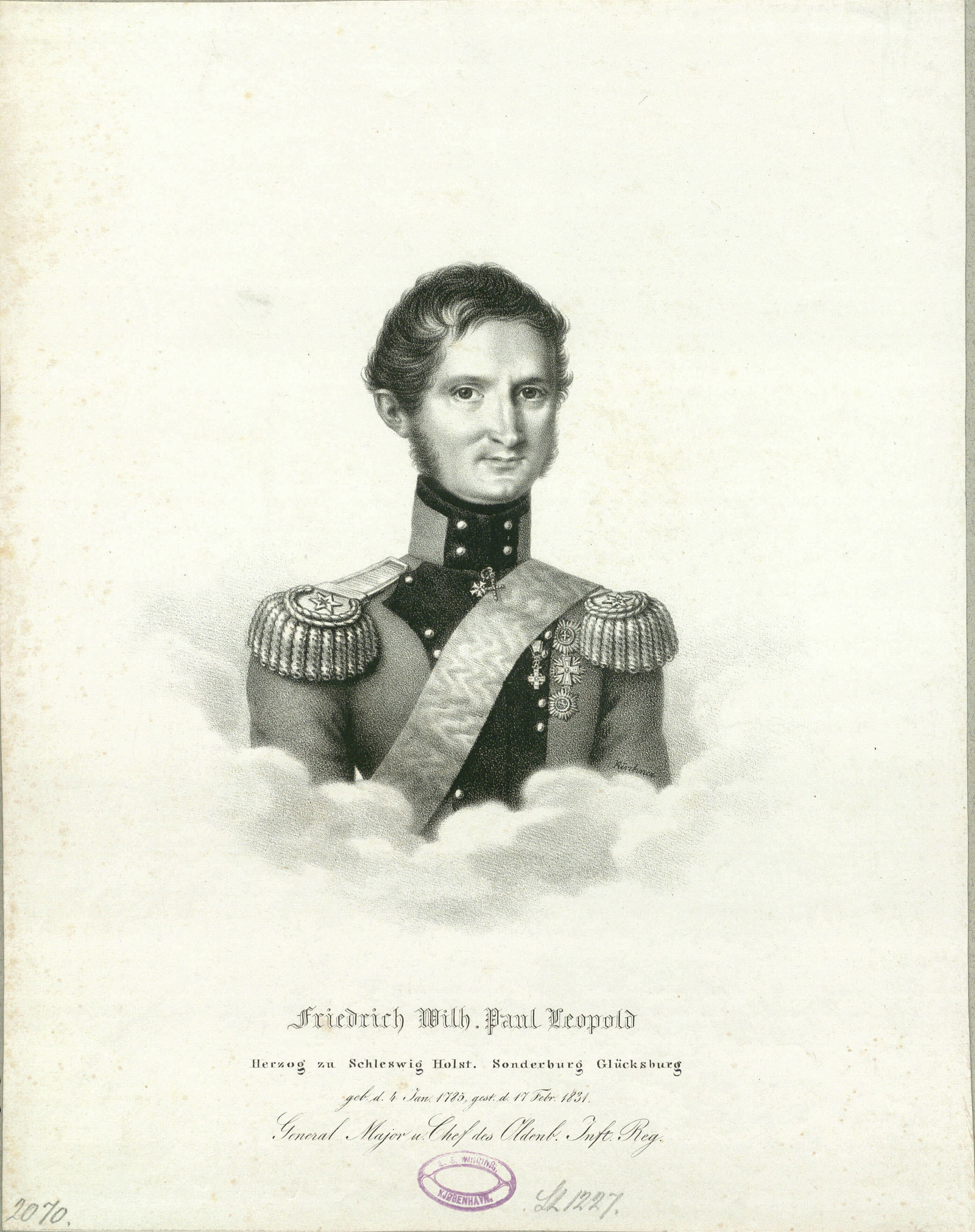
Herzog Friedrich Wilhelm

Herzog Friedrich Wilhelm von Schleswig-Holstein-Sonderburg-Glücksburg (* 4. Januar 1785 in Lindenau bei Königsberg; † 17. Februar 1831 in Gottorp) war ein Mitglied des Hauses Schleswig-Holstein-Sonderburg-Beck, einer Nebenlinie des Hauses Schleswig-Holstein-Sonderburg. 1825 erhielt er durch König Friedrich VI. den Titel eines Herzogs von Schleswig-Holstein-Sonderburg-Glücksburg, womit er die jüngere Linie dieses Hauses begründete.

## Herkunft

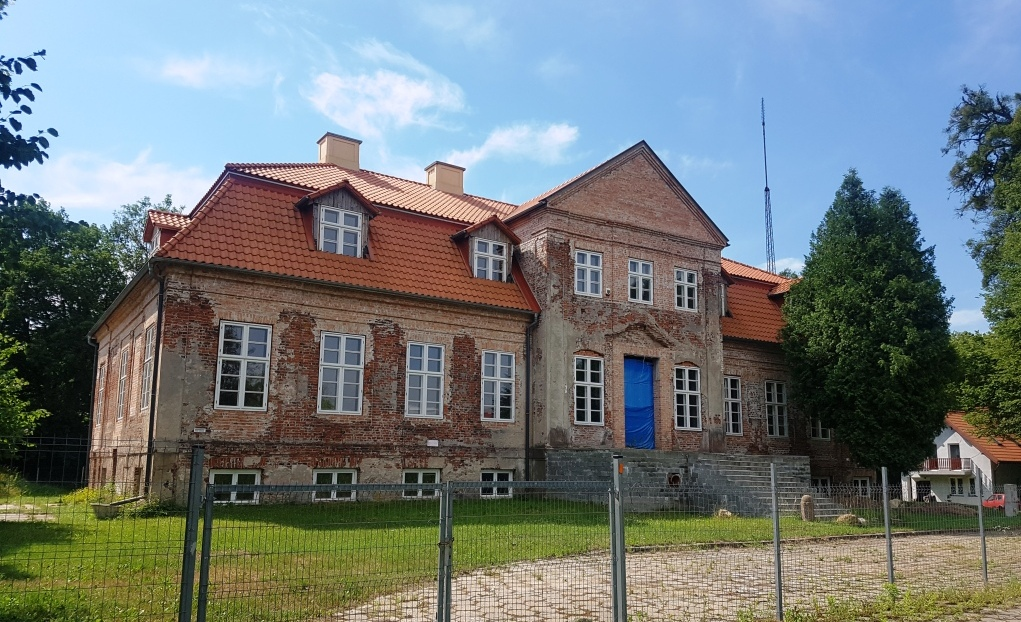
Elternhaus von Prinz Friedrich Wilhelm, das Herrenhaus in Lipowina (2018).

Friedrich Wilhelm wurde am 4. Januar 1785 auf dem Herrenhaus in Lindenau bei Braunsberg in Ostpreußen (heute Lipowina in Polen) geboren. Er war das dritte und jüngste Kind und der einzige Sohn des Herzogs Friedrich Karl von Schleswig-Holstein-Sonderburg-Beck (1757–1816) und dessen Ehefrau Gräfin Friederike von Schlieben (1757–1827). Er wurde auf die Namen Friedrich Wilhelm Paul Leopold getauft. In Deutschland war er unter dem Namen Friedrich Wilhelm bekannt, während er in Dänemark nur unter dem Namen Vilhelm bekannt war. Seine zwei ältere Schwestern waren:
1. Elisabeth Friederike Sophie Amalie Charlotte (1780–1862) ⚭ 1800 Freiherr Samuel von Richthofen
2. Maria Dorothea Henriette Luise (1783–1803) ⚭ 1803 Herzog Ferdinand von Anhalt-Köthen

Friedrich Wilhelms Vater war Oberhaupt des herzoglichen Hauses Schleswig-Holstein-Sonderburg-Beck, einer entfernten und unbedeutenden Nebenlinie des Zweiges Schleswig-Holstein-Sonderburg des Hauses Oldenburg, die auf Herzog Johann, einen jüngeren Halbbruder von König Christian III. von Dänemark und Norwegen zurückgeht. Die Linie Schleswig-Holstein-Sonderburg-Beck wurde durch Herzog August Philipp, einen Enkel von Johann, begründet und benannte sich nach dem in Löhne liegenden Gut Haus Beck, das zum Besitz des ersten Herzogs gehörte.  Die Söhne August Philipps und ihre Nachkommen traten in preußische, polnische und russische Dienste. Zuletzt hatten sowohl Friedrich Wilhelms Vater als auch sein Großvater wichtige Positionen in der preußischen Armee.

## Leben
Friedrich Wilhelm erhielt seine Ausbildung u. a. von 1798 bis 1802 an der Ritterakademie Brandenburg, auf der dortigen Dominsel gelegen, und studierte danach ab 1803 an der Universität Leipzig. 1804 schickte ihn sein Vater nach Dänemark, wo er während der Napoleonischen Kriege Karriere als Offizier machte.

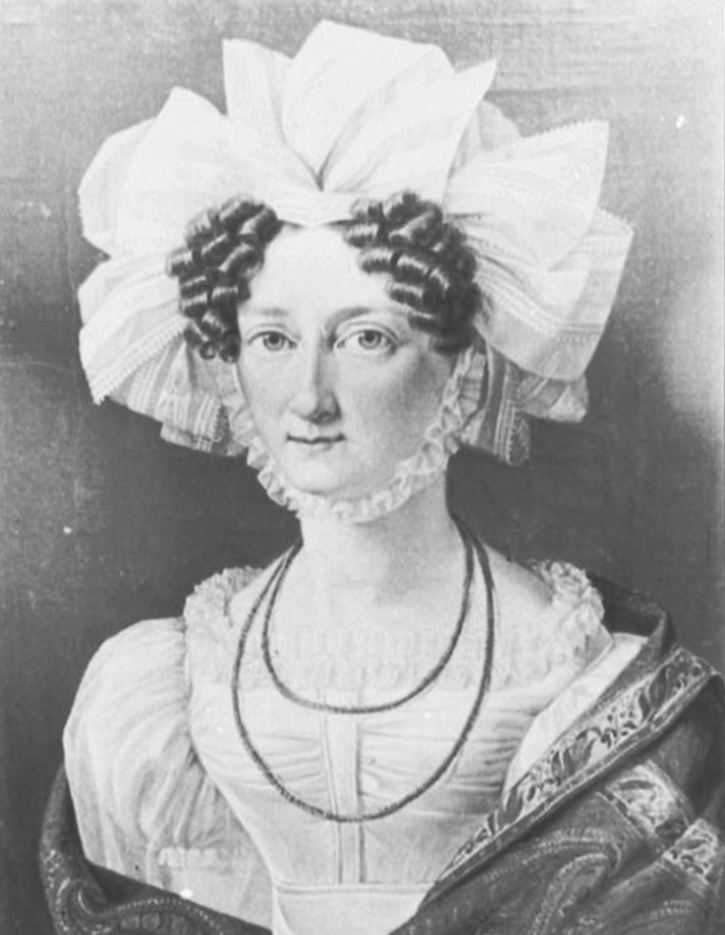
Die Frau von Friedrich Wilhelm, Luise Karoline von Hessen-Kassel. Porträt von Carl Andreas August Goos, 1829 (Schloss Glücksburg).

1809 wurde Wilhelm zum Major im Generalstab der Herzogtümer ernannt und 1809 auf Schloss Gottorf beim Generalstabschef der Armee, dem Landgrafen Karl von Hessen-Kassel, untergebracht. Dort heiratete er am 26. Januar 1810 Prinzessin Luise Karoline (1789–1867), die jüngste Tochter des Landgrafen und dessen Gattin Louise von Dänemark aus dem Hause Oldenburg, Tochter des dänischen Königs Friedrich V. Durch diese Heirat war Wilhelm nun auch Schwager vom dänischen König Friedrich VI. geworden, da die ältere Schwester seiner neuen Frau, Marie Sophie Friederike von Hessen-Kassel, mit dem König verheiratet war. Aus der gemeinsamen Ehe gingen zehn Kinder hervor.
Herzog Friedrich Wilhelm wurde beim Tod des Vaters am 25. März 1816 Oberhaupt des herzoglichen Hauses Schleswig-Holstein-Sonderburg-Beck. Am 6. Juni 1825 wurde Herzog Wilhelm von seinem Schwager König Friedrich VI. von Dänemark zum Herzog von Glücksburg ernannt, da die ältere Glücksburger Linie 1779 ausgestorben war und Schloss Glücksburg jetzt leer stand. Daraufhin änderte Herzog Wilhelm seinen Titel von Herzog zu Schleswig-Holstein-Sonderburg-Beck zu Herzog von Schleswig-Holstein-Sonderburg-Glücksburg und gründete damit das später so berühmte Haus Glücksburg. Er starb am 17. Februar 1831 im Alter von nur 46 Jahren an den Folgen einer Erkältung, die sich zu einer Lungenentzündung entwickelt hatte.

## Nachkommen
- Luise Marie Friederike (1810–1869)

1. ⚭ 1837 Graf Friedrich von Lasperg
2. ⚭ 1846 Graf Peter Alfred von Hohenthal (1806–1860)

- Friederike Karoline Juliane (1811–1902) ⚭ 1834 Herzog Alexander Carl von Anhalt-Bernburg
- Karl (1813–1878), von 1831 bis 1878 Herzog von Schleswig-Holstein-Sonderburg-Glücksburg ⚭ 1828 Prinzessin Wilhelmine, Tochter König Friedrich VI. von Dänemark
- Friedrich (1814–1885) ⚭ 1841–1848 und 1854 Prinzessin Adelheid, Tochter des Fürsten Georg Wilhelm von Schaumburg-Lippe
- Wilhelm (1816–1893), unverheiratet[9]
- Christian (IX.) (1818–1906) ⚭ 1842 Prinzessin Louise (1817–1898), Tochter von Landgraf Wilhelm von Hessen-Kassel-Rumpenheim
- Luise (1820–1894), Äbtissin zu Itzehoe
- Julius (1824–1903) ⚭ 1883 (morg.) Elisabeth von Ziegesar, ab 1887 Gräfin von Roest
- Johann Hans (1825–1911), unverheiratet
- Nikolaus (1828–1849).

## Galerie

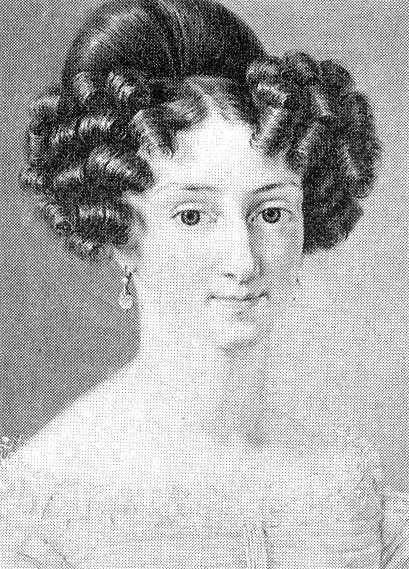
Luise Marie Friederike
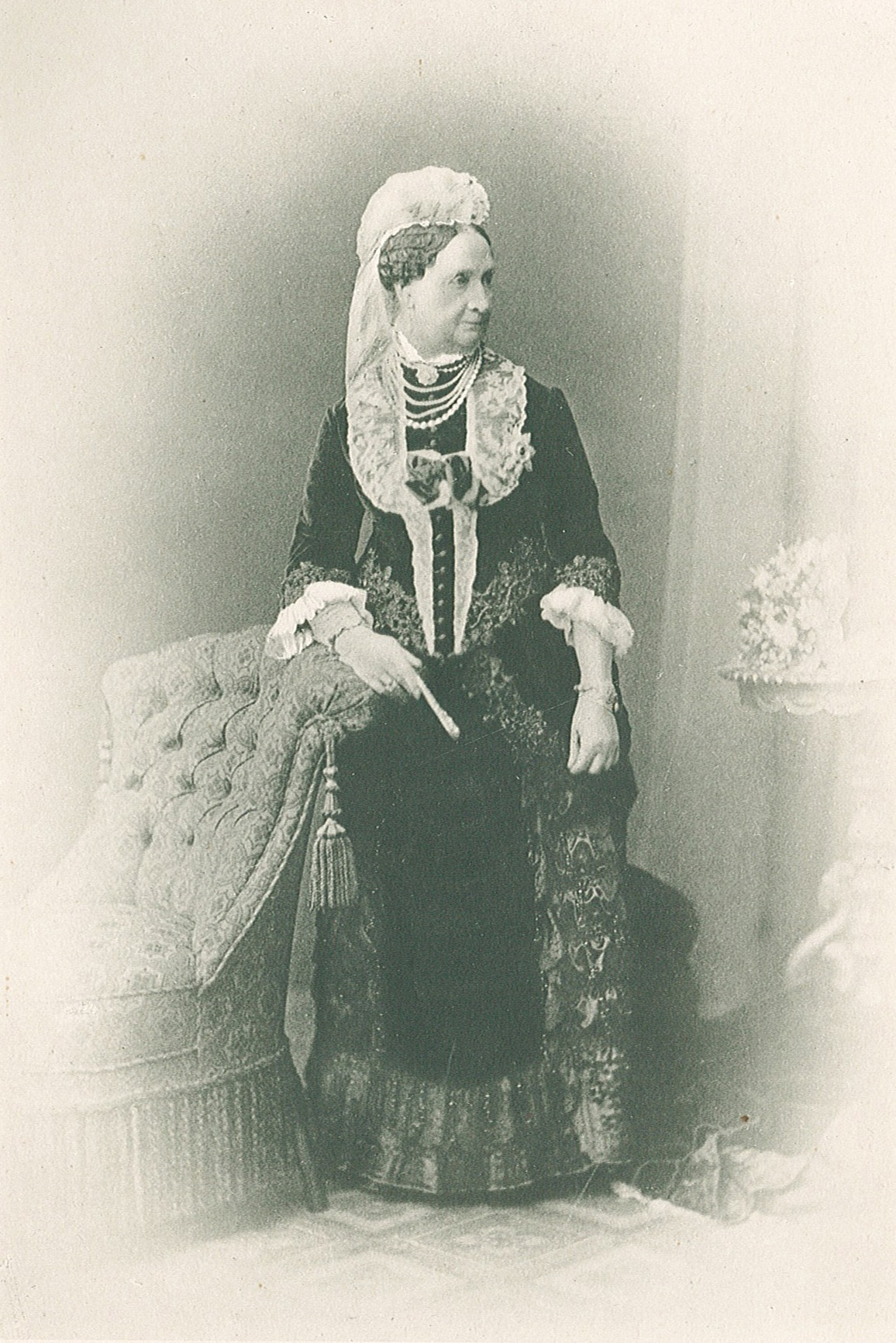
Friederike Karoline
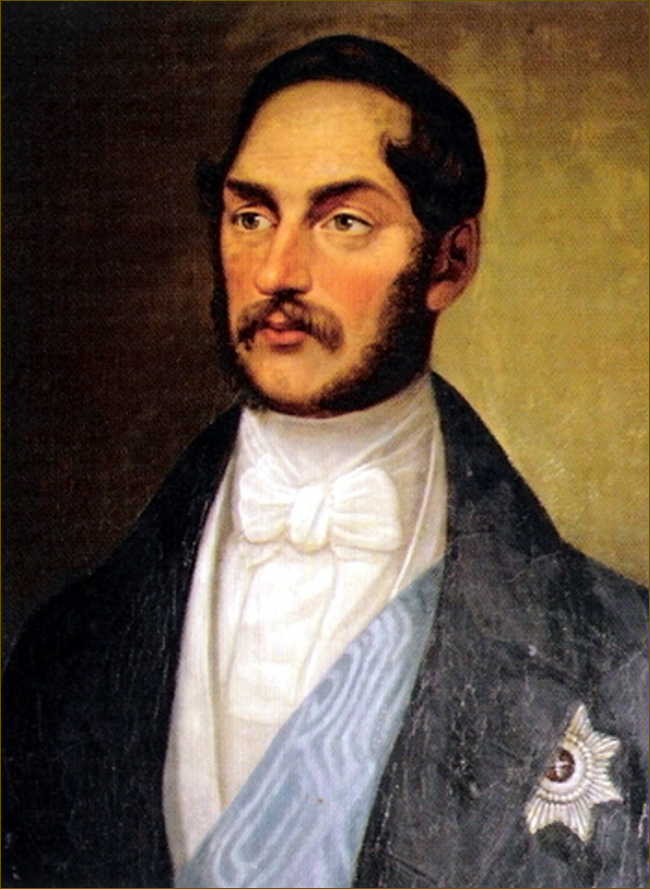
Karl
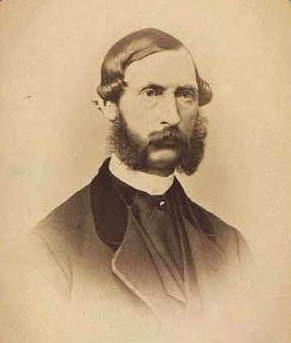
Friedrich
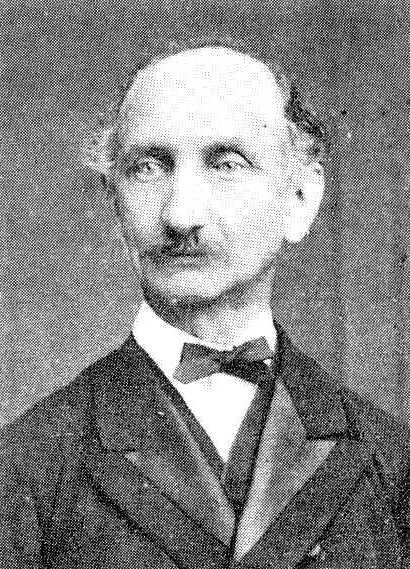
Wilhelm
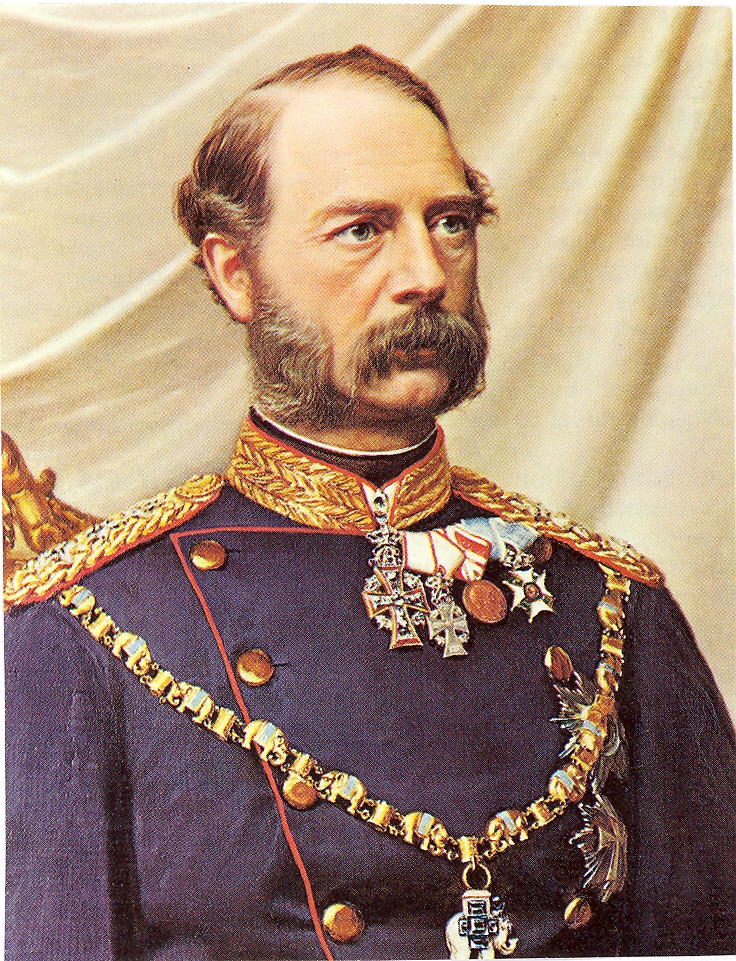
Christian IX. von Dänemark
Luise, Äbtissin zu Itzehoe
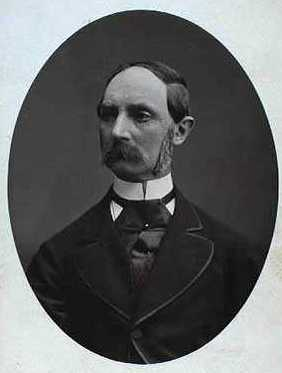
Julius
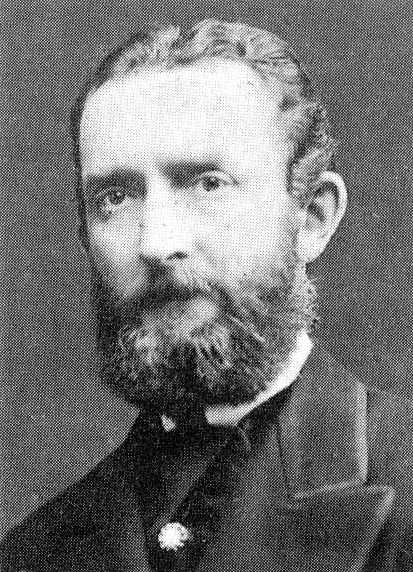
Johann
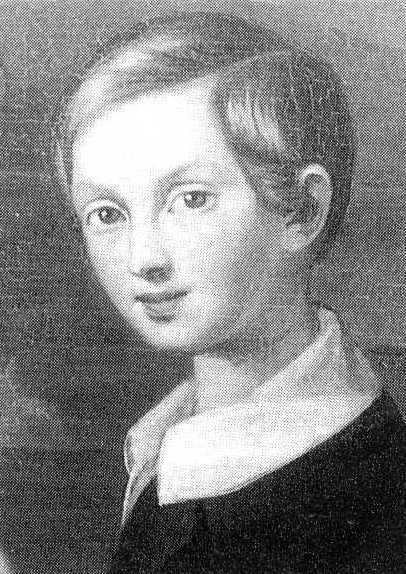
Nikolaus